# Caroline Rasmussen
Caroline Amalie Rasmussen (født 12. maj 1995 i Aabenraa) er en dansk håndboldspiller som spiller højre back for Skanderborg Håndbold i Damehåndboldligaen. Hun har tidligere spillet for SønderjyskE Håndbold, HØJ Håndbold, TMS Ringsted, Roskilde Håndbold.
Rasmussen har desuden optrådt for både de danske U/17- og U/19-landshold og deltog også ved European Youth Olympic Festival i 2011 i Trabzon, hvor Danmark vandt bronze i håndbold.
I april 2020 skrev hun under på en kontrakt med ligaklubben Skanderborg Håndbold, efter at have spillet tre sæsoner i SønderjyskE Håndbold i 1. division.